# Scînteia
Scînteia (ovvero "Scintilla"; la precedente scrittura del nome in romeno era Scânteia fino al cambio dell'ortografia nel 1953 ma nel 1993 venne ufficialmente ripristinata la precedente) era il nome di due giornali editi dai gruppi comunisti a diversi intervalli nella storia romena. Il titolo era ispirato a quello del quotidiano russo Iskra. Dal 1931 al 1989, è stato il quotidiano ufficiale del Partito Comunista Rumeno.

## Storia
Il primo giornale a portare quel titolo venne pubblicato dai rivoluzionari romeni nella Russia bolscevica, diffondendosi nel 1919 nella città di Odessa.
Scînteia riemerse come la voce ufficiale del Partito Comunista di Romania il 15 agosto 1931, venendo pubblicato clandestinamente a Bucarest fino al 1940 (quando l'ostilità tra la Romania e l'Unione Sovietica crebbe ad un punto tale da rendere imminente un inasprimento della propaganda comunista).

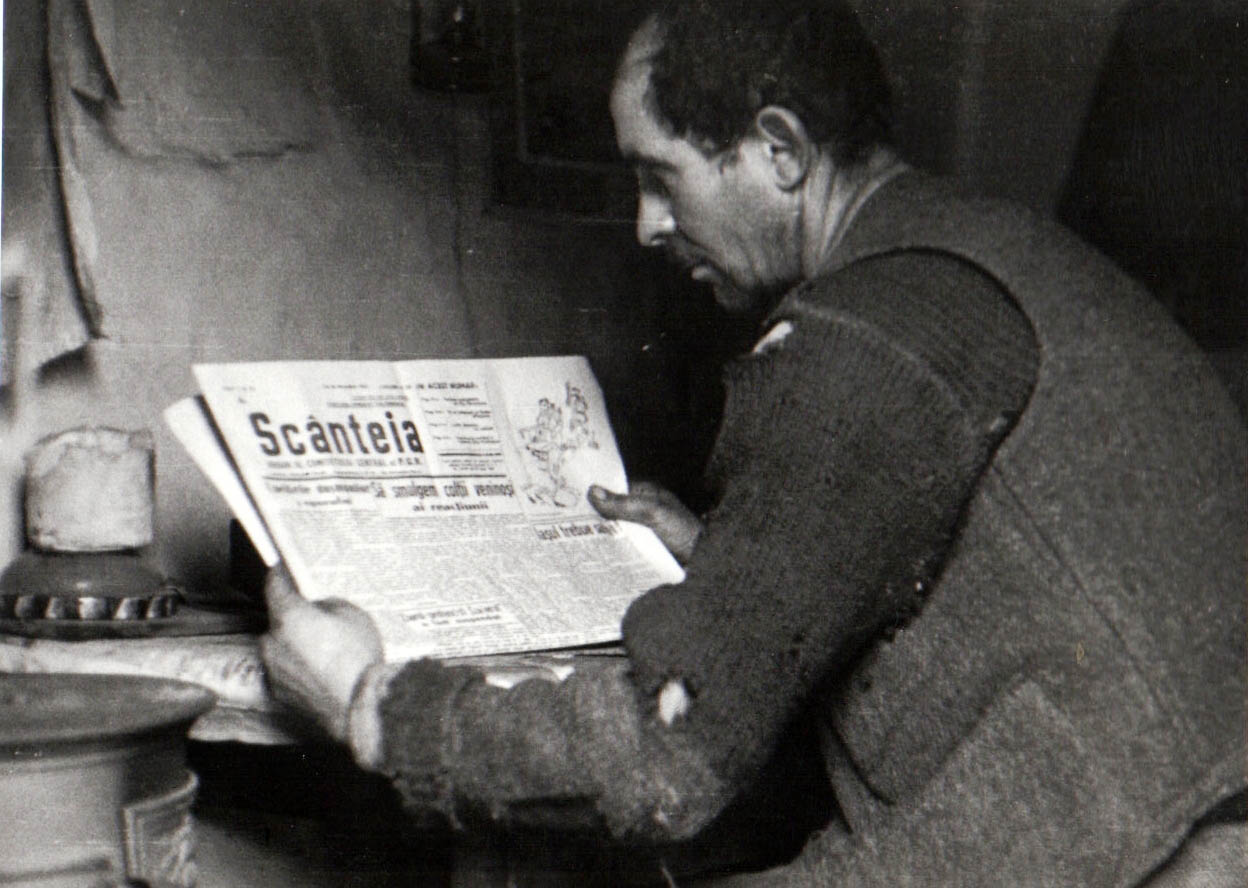
Minatore dedito alla lettura di Scânteia

Con il tradimento della Romania nei confronti dell'Asse e l'adesione agli Alleati nell'agosto del 1944, Scînteia venne approvato e pubblicato legalmente rimanendo così l'organo della politica comunista. Durante il regime socialista (dagli inizi del 1948), il giornale costituiva il barometro dei cambiamenti politici e il principale mezzo con il quale il governo indicava il suo volere (per esempio, Scînteia servì come tribuna per campagne diffamatorie contro gli intellettuali come Tudor Arghezi). Inoltre, indicativa delle relazioni tra la voce ufficiale e gli altri media. In occasione del cinquantesimo anniversario della testata, Nicolae Ceaușescu celebrò il suo ruolo attivo nella promozione del socialismo e dichiarò il 15 agosto 1981 come il Giorno della stampa romena.
La sede del giornale era nell'edificio costruito secondo il realismo socialista Combinatul Poligrafic Casa Scînteii "I.V.Stalin", un nome successivamente ridotto a Casa Scînteii dopo aver eliminato il riferimento a Iosif Stalin durante il processo di destalinizzazione in Romania. Oggi, l'edificio viene chiamato Casa Presei Libere,  ovvero "Casa della libera stampa".
Scînteia aveva un'edizione giovanile a cura dell'Unione dei giovani comunisti (l'equivalente del Komsomol sovietico). Scînteia Tineretului (o Scânteia tineretului; letteralmente "Scintilla della gioventù") venne pubblicato a partire dal novembre del 1944 e anche con i nomi differenti di Tinerețea ("La gioventù") e Tînărul Muncitor (o Tânărul Muncitor; "Il giovane lavoratore").
Con la rivoluzione romena del 1989 vennero abolite tutte le istituzioni del Partito comunista inclusi tutti i suoi giornali, ma in seguito i diritti di Scînteia furono acquisiti dalla testata Adevărul.

## Direttori editoriali dopo il 1944
- Miron Constantinescu (1944–1947)
- Sorin Toma (1947–1960)
- Theodor Marinescu (1960–1965)
- Dumitru Popescu (1965–1968)
- Alexandru Ionescu (1968–1978)
- Constantin Mitea (1978–1981)
- Ion Cumpănaşu (1981–1984)
- Ion Mitran (1985–1989)

## Altri membri
- Dic Baboian
- Silviu Brucan
- Constantin Chiriță
- Leonte Răutu